# Sinagoga Eșua Tova de Bucarest
La Sinagoga Eșua Tova de Bucarest (en romanès: Sinagoga Eșua Tova din București) és el nom que rep un edifici religiós localitzat en la ciutat de Bucarest, la capital del país europeu de Romania, es tracta de la sinagoga més antiga de la ciutat, servint a la comunitat jueva local. La sinagoga es troba en el número nou del carrer Take Ionescu, prop de Piata Amzei. Va ser construïda en 1827 i fou renovada per última vegada en 2007.